# Ludwig Abraham & Co

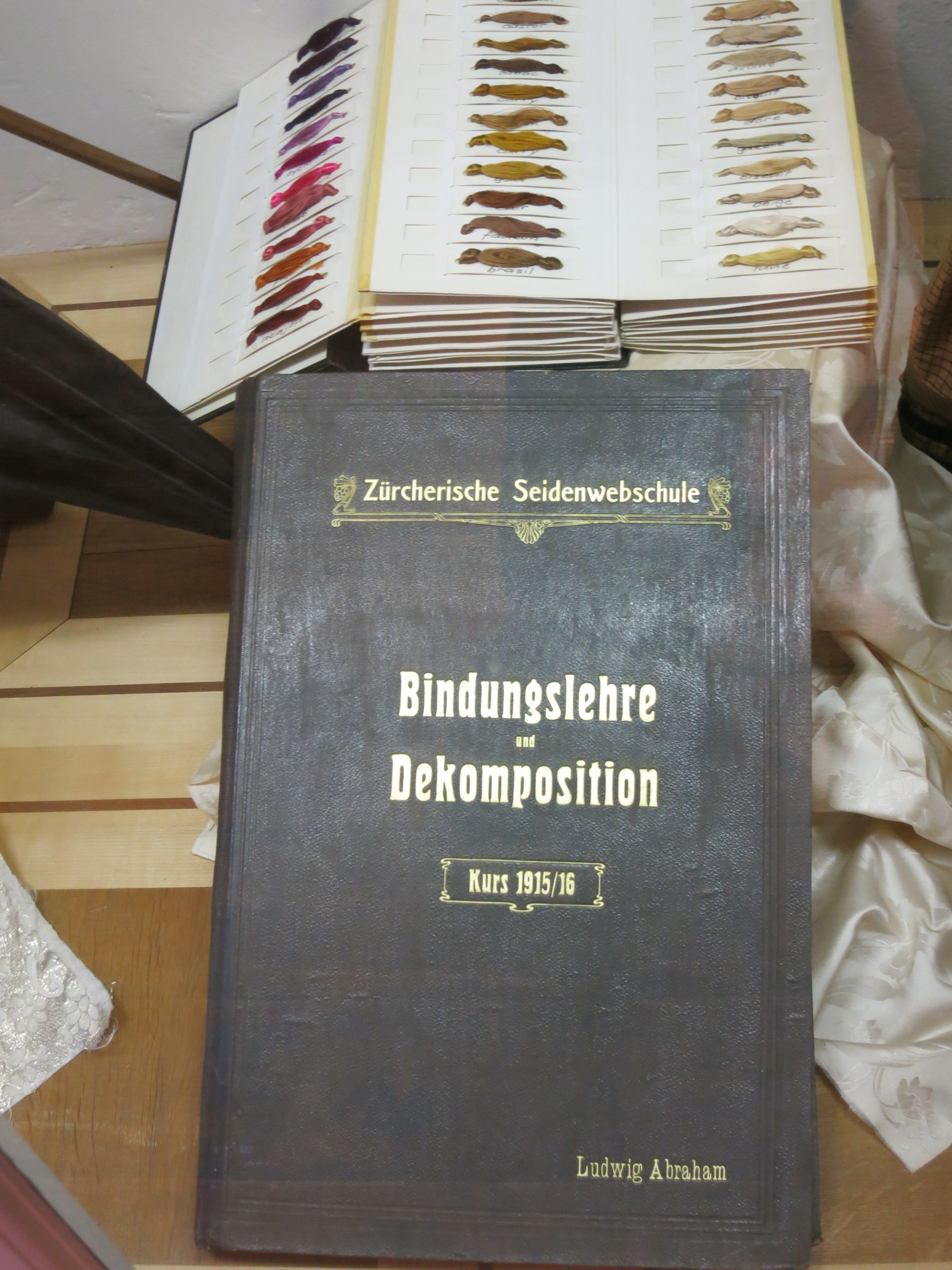
Ludwig Abraham, Zürcherische Seidenwebschule, Kurs 1915–1916

Die Ludwig Abraham & Co. Seiden AG wurde 1878 als Seidenhandelsunternehmen in Zürich gegründet und spezialisierte sich auf Seidenstoffdesigns für die Haute Couture und das Prêt-à-porter.

## Geschichte
Jakob Abraham wurde 1878 Gesellschafter des Zürcher Seidenhandelsunternehmen Königsberger & Rüdenberg. 1912 gründete er mit seinem neuen Partner, dem Wiener Edmund Brauchbar (1872–1952), die Abraham, Brauchbar & Cie. 1921 übernahm sein Sohn Ludwig Abraham die Geschäftsführung mit Edmund Brauchbar. Sie verkauften vorwiegend Stoffe für die Konfektion mit einem breiten Segment. Brauchbar galt auf dem Gebiete des Nouveauté-Stoffdruckes als angesehener Fachmann.
Nachdem sich Edmund Brauchbar aus dem Geschäftsleben zurückgezogen hatte, teilte sich 1942 die Firma auf: Rudolf und Florie Brauchbar gründeten die Firma Rudolf Brauchbar & Co.
Ludwig Abraham gründete 1943 die Ludwig Abraham & Co. Seiden AG. Die Firmengeschichte wurde durch Gustav Zumsteg (1915–2005) geprägt, der 1931 als Lehrling eingetreten war und 1943 Partner der Firma wurde. Von 1936 bis 1943 lebte Zumsteg in Paris und hatte dort die Künstler und die Couturiers persönlich kennen gelernt. Er leitete ab 1941 die Pariser Tochterfirma des Seidenhandelshauses Abraham und traf dort 1957 erstmals Yves Saint Laurent, dessen Kollektionen fortan von Zumstegs Entwürfen und von Abraham-Stoffen geprägt waren. 1957 übernahm er zudem die Geschäftsführung des Zürcher Restaurants Kronenhalle.
Zumsteg wurde 1968 nach dem Rücktritt von Abraham alleiniger Geschäftsinhaber. Er richtete das Unternehmen auf Textilien für die Haute Couture aus und kooperierte mit bekannten Modedesignern. Die Firma produzierte als Mode Converter nicht selber, sondern liess nach eigenen Entwürfen bei Webereien (Antonio Ratti in Como) und Stoffdruckereien herstellen. Zu den Kunden gehörten die Modelabels Balenciaga, Jacques Fath, Hubert de Givenchy, Edward Molyneux, Yves Saint Laurent, Christian Dior, Chanel, Emanuel Ungaro und Óscar de la Renta. Die Saint-Laurent-Ausstellung im Jahre 1984 im Metropolitan Museum of Modern Art in New York zeigte die Resultate der engen Zusammenarbeit mit Zumsteg.
Nach dem Tod seiner Mutter Hulda Zumsteg (1890–1984) übernahm Zumsteg das Restaurant Kronenhalle. 2005 starb Gustav Zumsteg. Die Firma Abraham ging 2007 in Konkurs.
Das Textilarchiv Abraham entstand ab 1953, gelangte 2007 als Schenkung der Hulda und Gustav Zumsteg-Stiftung an das Schweizerische Nationalmuseum und umfasst rund 4’800 Objekte (Stoffmetragen, Musterlaschen, Dessinkarten).
Die Erschliessung des Firmenarchivs im Staatsarchiv des Kantons Zürich erfolgte 2017.

## Ausstellungen
- 2010 Ausstellung «Soie pirate. Textilarchiv Abraham Zürich» im Landesmuseum in Zürich.[8]
- 2019 Ausstellung "Yves Saint Laurent - Les coulisses de la haute couture à Lyon"[9]
- Roses are Abraham & Christian Dior at MOMu Fashion Museum
- Couture in Colour: Abraham’s silks in Antwerp at the Fashion Museum
- The Work: The Abraham Archive - Couture in Color